# Słownik wielojęzyczny
Słownik wielojęzyczny, słownik multilingwalny  –   słownik opisujący więcej niż dwa języki. Do hasła w języku wyjściowym podane są ekwiwalenty (odpowiedniki) w innych językach.

## Historia
Na początku XVI wieku zaczęły powstawać słowniki wielojęzyczne z językiem łacińskim jako językiem haseł. Słowniki te służyły do nauki języka łacińskiego.  Niektóre z nich zostały następnie przekształcone w słowniki dwujęzyczne. Były to słowniki ogólne i fachowe (specjalistyczne).
Przykłady dawnych słowników wielojęzycznych z częścią niderlandzką i polską, m.in.:
z łaciną jako językiem wyjściowym (słowniki ogólne):
- Ambrosius Calepinus, Dictionarium undecim linguarum, Basel 1590 (słownik ogólny). W 1502 roku powstał najpierw słownik dwujęzyczny łacińsko-grecki, do niego sukcesywnie dołączano inne języki (w porządku chronologicznym): włoski, hiszpański, francuski, niemiecki, hebrajski, angielski, niderlandzki, polski, węgierski. Język polski jako jeden z jedenastu języków dołączył w 1585[4].  Był to pierwszy znany słownik multilingwalny: Słownik Calepinusa miał bogatą mikrostrukturę, zawierał informacje gramatyczne i przykłady użycia do łacińskich haseł. Słownik liczy ok. 21 500 haseł[5].  W 1616 ukazał się w Krakowie słownik dwujęzyczny  Lexicon Latino-Polonicum. Alias Kalepin skrocony[6].

- Hieronymus Megiser, Thesaurus polyglottus. Frankfurt/M. 1603 (słownik ogólny). Jako ekwiwalenty występują wyrazy/wyrażenia nie tylko z języków europejskich, ale też z języków afrykańskich i azjatyckich. 8000 – 8500 haseł[7].

Przykłady na niderlandzkie i polskie odpowiedniki w słowniku Megisera:
Omnipotens – Belgice, Allmachtich;
Polonice, Wszechmoczni
- Christianus Mentzel, Lexicon plantarum polyglotton universale, Berolini 1715 (słownik specjalistyczny, terminologia botaniczna)[9].  Języki ekwiwalentów: włoski, hiszpański, francuski, angielski, niderlandzki, duński, czeski, polski, litewski, węgierski, sporadycznie: języki azjatyckie, afrykańskie, amerykańskie[10].

- Philipp Andreas Nemnich, Allgemeines Polyglotten-Lexicon der Naturgeschichte, Hamburg 1793-1795 (słownik specjalistyczny), 4 tomy, nazwy roślin, zwierząt, minerałów. 4000 artykułów hasłowych[11].

Z językiem niemieckim jako językiem wyjściowym (słownik ogólny):
- Georg Henisch, Teütsche Sprach und Weißheit, Augustae Vindelicorum 1616

(angielski, niderlandzki, czeski, francuski, starogrecki, hiszpański, węgierski, włoski, polski) Słownik Henischa miał duże znaczenie dla rozwoju leksykografii niemieckiej, jako jeden z pierwszych słowników z hasłami niemieckimi (nie łacińskimi).

## Słowniki współczesne
Przykładowym słownikiem ogólnym z językiem angielskim, jako wiodącym językiem haseł, jest The Concise Dictionary of 26 Languages in Simultaneous Translation, który zredagował Peter M. Bergman (1968) (Library of Congress Catalog Card Number: 67-14284).
Większość nowszych słowników wielojęzycznych to słowniki specjalistyczne, dotyczą więc określonego działu tematycznego.  Hasłami są wyrazy, ale również zwroty, przysłowia.
Współczesne słowniki wielojęzyczne z językiem polskim jako językiem wyjściowym (wybór):                                              
- Arkadiusz Musierowicz: Pięciojęzyczny słownik gleboznawczy (1976).
- Wiesław Jeżewski: Ilustrowany słownik samochodowy sześciojęzyczny (1987).
- Janina Dembska, Wincenty Okoń:  Pięciojęzyczny słownik terminów pedagogicznych. Polski, Angielski, Francuski, Niemiecki, Rosyjski (1990).
- Wielojęzyczny słownik zwrotów handlowych (1993).
- Piotr Ratajczak: Słownik pięciojęzyczny ekonomiczno-handlowy (1993).
- Dobrosława i Andrzej Świerczyńscy: Przysłowia w sześciu językach (1995).
- Barbara Webb, Małgorzata Czarnomska: Słownik żeglarski 10-języczny: polski, francuski, niemiecki, holenderski, angielski, hiszpański, włoski, portugalski, turecki, grecki (2012).
- Janusz Taborek: Das Wörterbuch der Fußballsprache. Polnisch –  Russisch – Englisch – Deutsch (2014). Rec. Ryszard Lipczuk:  Studia Niemcoznawcze  LIV, 2014, 648-650.